# Folkdräkter från Uppland

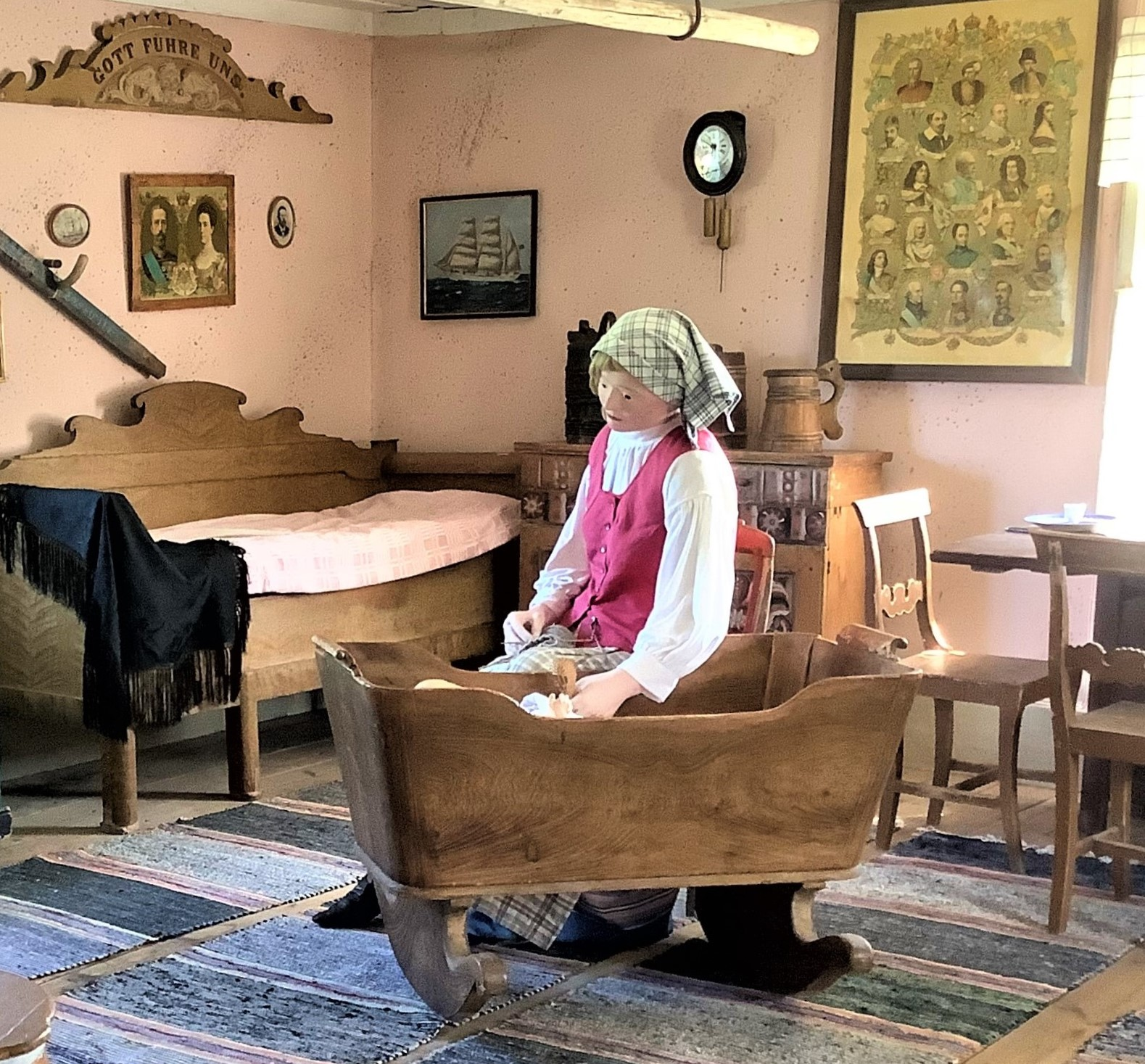
Kvinna klädd i Väddö skördedräkt på Roslagens sjöfartsmuseum

Uppländska folkdräkter är svenska folkdräkter från Uppland. 
Häverödräkten är vid sidan av Tjocködräkten den enda verkligt särpräglade Uppländska dräkten med tydlig koppling i ett lokalt dräktskick. Dahlström skriver år 1863 att tre dräkter, "hvilka hvar på sin ort" ännu är i bruk i Uppland: den första en dräkt buren av en kolbonde från Roslagen, den andra från Tierp och den tredje är Häverödräkten. Tierp är en av tre socknar, den andra Häverö socken och den tredje Sko socken, inom Uppland som "blifvit bemärkta för en karateristisk follkdräkt".
Omkring 1700 förekom ännu enligt anteckningar och beskrivning i Skoklosters arkiv en folkdräkt i Uppland, som tydligen går tillbaka på en högre stånddräkt från 1500-talets förra hälft.

## Häverödräkten
Se Häverödräkten.

## Tjocködräkten
Se Tjocködräkten.

## Upplandsdräkten
Se Upplandsdräkten.

## Ulla Centergrans förteckning
År 1993 tecknade Ulla Centergran ned 43 dräkter från Uppland, varav 31 kvinnodräkter och 12 mansdräkter. I tabellen ses var dräkten kommer ifrån, om det är en kvinno- eller mansdräkt, om den är dokumenterad, rekonstruerad eller komponerad, när den återupptogs i bruk, om det finns varianter samt ytterplagg. Tabellen bygger på Ulla Centergrans inventering av folkdräkter i Sverige 1988-1993, som publicerades i bokform av Nämnden för hemslöjdsfrågor och LRF:s kulturråd 1993. Syftet var att underlätta för den som ville skaffa sig en egen dräkt att lättare få en överblick över de som fanns.
Då landskaps- och länsgränser inte sammanfaller anges län i tabellen.
| Län              | Dräkt                            | Kön    | Ursprung      | Återupptogs         | Finns varianter | Ytterplagg | Källa |
| Stockholms län   | Bro-Vätö                         | Kvinna | Dokumenterad  |                     |                 |            | [ 5 ] |
| Stockholms län   | Bromma                           | Kvinna | Komponerad    | 1984                |                 |            | [ 5 ] |
| Stockholms län   | Danderyd                         | Kvinna | Komponerad    | 1959                |                 |            | [ 5 ] |
| Stockholms län   | Ekerö                            | Kvinna | Komponerad    | 1953                |                 |            | [ 5 ] |
| Stockholms län   | Estuna                           | Kvinna | Dokumenterad  | 1947                |                 |            | [ 5 ] |
| Stockholms län   | Frötuna                          | Man    | Dokumenterad  | 1947                |                 |            | [ 5 ] |
| Stockholms län   | Häverö-Väddö                     | Kvinna | Dokumenterad  | 1900 (sekelskiftet) | Ja              | Tröja      | [ 5 ] |
| Stockholms län   | Järfälla-Spånga                  | Kvinna | Komponerad    | 1960-talet          |                 |            | [ 5 ] |
| Stockholms län   | Länna                            | Man    | Dokumenterad  | 1947                |                 | Tröja      | [ 5 ] |
| Stockholms län   | Möja                             | Kvinna | Komponerad    | 1989                |                 |            | [ 5 ] |
| Stockholms län   | Odensala                         | Kvinna | Dokumenterad  | 1962                |                 |            | [ 5 ] |
| Stockholms län   | Riala                            | Kvinna | Dokumenterad  | 1983                | Ja              | Tröja      | [ 5 ] |
| Stockholms län   | Riala                            | Man    | Dokumenterad  | 1983                | Ja              | Tröja      | [ 5 ] |
| Stockholms län   | Sjuhundra härad                  | Kvinna | Komponerad    |                     |                 |            | [ 5 ] |
| Stockholms län   | Sjuhundra härad                  | Man    | Komponerad    | 1987                |                 |            | [ 5 ] |
| Stockholms län   | Söderby-Karl                     | Kvinna | Dokumenterad  | 1983                |                 |            | [ 5 ] |
| Stockholms län   | Tjockö                           | Man    | Komponerad    | 1926                |                 |            | [ 5 ] |
| Stockholms län   | Väddö                            | Kvinna | Komponerad    | 1956                |                 |            | [ 5 ] |
| Stockholms län   | Värmdö                           | Kvinna | Komponerad    | 1935                |                 |            | [ 5 ] |
| Stockholms län   | Värmdö                           | Man    | Komponerad    | 1991                |                 |            | [ 5 ] |
| Stockholms län   | Össeby                           | Kvinna | Komponerad    | 1976                |                 |            | [ 5 ] |
| Stockholms län   | Össeby                           | Man    | Komponerad    | 1976                |                 |            | [ 5 ] |
| Stockholms län   | Österåker                        | Kvinna | Komponerad    | 1954                |                 |            | [ 5 ] |
| Stockholms län   | Stockholmsklänning, från ca 1850 | Kvinna | Dokumenterad  |                     |                 |            | [ 5 ] |
| Uppsala län      | Film                             | Kvinna | Komponerad    | 1976                |                 |            | [ 5 ] |
| Uppsala län      | Hållnäs                          | Kvinna | Komponerad    | 1974                |                 |            | [ 5 ] |
| Uppsala län      | Hållnäs                          | Man    | Komponerad    | 1974                |                 |            | [ 5 ] |
| Uppsala län      | Lagunda                          | Kvinna | Dokumenterad  | 1983                |                 |            | [ 5 ] |
| Uppsala län      | Oland                            | Kvinna | Komponerad    | 1953                |                 |            | [ 5 ] |
| Uppsala län      | Oland                            | Man    | Komponerad    | 1977-1983           |                 |            | [ 5 ] |
| Uppsala län      | Skokloster                       | Kvinna | Komponerad    | 1983                |                 |            | [ 5 ] |
| Uppsala län      | Skokloster                       | Man    | Komponerad    | 1983                |                 |            | [ 5 ] |
| Uppsala län      | Söderfors                        | Kvinna | Komponerad    | 1982                |                 |            | [ 5 ] |
| Uppsala län      | Upplandsdräkten                  | Kvinna | Komponerad    | 1915                |                 |            | [ 5 ] |
| Uppsala län      | Uppsala                          | Kvinna | Komponerad    | 1980                |                 |            | [ 5 ] |
| Uppsala län      | Valö                             | Kvinna | Komponerad    | 1977                |                 |            | [ 5 ] |
| Uppsala län      | Älvkarleby                       | Kvinna | Komponerad    | 1987                |                 |            | [ 5 ] |
| Uppsala län      | Öregrund                         | Kvinna | Komponerad    | 1990                |                 |            | [ 5 ] |
| Västmanlands län | Huddunge                         | Kvinna | Rekonstruerad | 1980-1984           |                 |            | [ 5 ] |
| Västmanlands län | Östervåla                        | Kvinna | Komponerad    | 1927                |                 |            | [ 5 ] |
| Västmanlands län | Östervåla                        | Kvinna | Rekonstruerad | 1970-talet          | Ja              | Tröja      | [ 5 ] |
| Västmanlands län | Östervåla                        | Man    | Dokumenterad  | 1970-talet          | Ja              | Kapprock   | [ 5 ] |